# Унія Бессарабії і Румунії
Бессарабія (у межах, визначених імперською адміністрацією в 1812 році за Бухарестським мирним договором) була створена як Молдовська Демократична Республіка наприкінці 1917 року, проголосивши свою автономію в складі Російської республіки, а потім, після Жовтневого перевороту, незалежність від більшовицької Росії і зрештою після декількох місяців — 27 березня (9 квітня) 1918 р. унію з Румунським королівством, у рамках якого стала провінцією. Цей стан тривав протягом 22 років до 28 червня 1940 року, коли радянський уряд висунув Королівству Румунія спрямований на реалізацію пакту Гітлера-Сталіна ультиматум, вимагаючи поступитися Бессарабією на користь Радянського Союзу. Румунське королівство поступилось і протягом 48 годин Бессарабію окупувала Червона Армія, а румунська адміністрація та армія, залишивши у драматичному хаосі територію, відступили на захід від річки Прут.

## Передісторія
Через Бухарестський мирний договір 1812, частина Молдовського князівства, яка була розташована на схід від Прута, увійшла до складу Російської імперії. В той час, для жителів цього регіону створили Бессарабську область, тут існували дві протилежні концепції ідентичності: «румунізм», що сприяє політичному і культурному об'єднанню всіх носіїв східно-романських мов незалежно держав, чиїми частинами вони були (Австрійська імперія, Російська імперія або Османська імперія), і «молдовенізм» підтриманий російською владою, що сприяв культурному та політичному відмежуванню носіїв східно-романських мов підданих «Імператора всеросійського», від інших. Унія Бессарабії з Королівством Румунія прийнята 27 березня (9 квітня) 1918 Сфатул Церієм, (парламентом Молдовської Демократичної Республіки), являє собою конкретизацію і перемогу руху «румунізму» на цій території.
Після Лютневої революції , і припинення військових дій між Росією і Центральними державами, в Бессарабії були проведені численні збори і з'їзди представників різних соціальних класів або професійних організацій для обговорення майбутнього краю. В період 6—7 лютого 1917 року , був скликаний з'їзд селянських представників, які проголосували за резолюцію, яка вимагала автономії та формування законодавчих зборів. За цим були інші конгреси: духовенства, вчителів і солдатів, усі вимагали автономії для губернії. Від 3 (16) березня 1918 року на загальне зібрання земства в Бєльцах вимагало "унії Бессарабії з королівством Румунії". Аналогічне рішення проголосовано 13 (26) березня у земських установах в Сорока. З іншого боку, Генеральна Асамблея, депутатська меншість зажадали від 16 (29) березня заарештувати тих, хто в земствах проголосували за унію, змушуючі Сфатул Церій заборонити земствам приймати такі рішення.
5 (18) квітня 1917, була створена Молдовська Національна Партія, під головуванням Василя Строеску, серед провідних членів були Павло Гор і Володимир Херца, заступник голови — Пантелімон Халіппа, генеральний секретар Онісіфор Гібу, секретар Даніель Чигуреяну. Партія, яка вперше проводила кампанію за автономію Бессарабії, мала друкований орган — газету "Молдовське слово", для появи якого важливий внесок зробила величезна кількість біженців з Трансільванії та Герцогства Буковина.
На 16 липня 1917, центральний комітет Кишинева постановив створити раду провінції (за зразком рад), в якій буде видана Пропозиція закону про національну і територіальну автономі. 4 вересня, комітет випустив свою власну газету "Румунський солдат", редактор Іоргу Тудор.
У той же час, українська Центральна Рада постановила, що Бессарабія є частиною України, що призвело заклики молдован по захист до Тимчасового уряду Росії в Петрограді. Детально, в примітка від 16 (29) березня 1918 українська влада показала, що в північній частині території Бессарабії живуть українці, а в південній (між гирлами Дунаю та Дністра та чорноморського узбережжя) вони становлять відносну більшість.
У період 23—27 жовтня 1917 проголошено автономію Бессарабії і створено Сфатул Церій, як законодавчій орган. Були обрані 44 депутата з лав солдатів, 36 депутатів від селян, 58 депутатів були обрані муніципальними комісіями та губернськими і професійними об'єднаннями. Із загального числа 156 депутатів, 105 були молдовани, 15 українців, 14 євреїв, 7 росіян, 2 німців, 2 болгар, 8 гагаузів, 1 поляк, 1 вірменин і 1 грек.
Перше засідання Сфатул Церія відбулося 21 листопада (4 грудня) 1917 і обрано президентом Йона Інкулця. Молдовська депутатська більшість в Сфатул Церії проголосила створення Молдовської Федеративної Демократичної Республіки між Прутом і Дністром. Протягом свого існування, Сфатул Церій збирався на дві сесії (з 83 пленарними засіданнями і двома приватними сесіями). Перша сесія була підготовлена Консультативним бюро Сфатул Церія і проведена в період з 21 листопада 1917 р. — 28 травня 1918 року.
В контексті розпаду Російської республіки, анархії і насильства російських військ під час звинувачень, спонукало Сфатул Церій, 13 січня 1918 року закликати румунську армію до Бессарабії, щоб покласти край крадіжкам. Більшовицька рада в Кишиневі, дізнавшись про покликання румунських військ, заявила, що не буде підкорятися Сфатул Церію і оголосила премію за голови керівників уряду Республіки. Врешті-решт, більшовики були змушені залишити Бессарабію. 24 січня (6 лютого) 1918 року Сфатул Церий проголосив незалежність Республіки Молдова, а 27 березня (9 квітня), молдовська більшість Сфатул Церію проголосувала за унію з Королівством Румунія за певних умов.
На початку березня 1918 року делегація Сфатул Церію, що складалась з Йона Інкулеця, Пантелімона Халіппи і Даніеля Чугуряну — голова Ради Міністрів, прибули до Ясс, маючи розмову з новим прем'єр-міністром, Александру Марґіломаном. У ході зустрічі з делегацією в Кишиневі, Марґіломан звернувся до представників Сфатул Церію висловитися з приводу унії, підкреслюючи факт нездатності Бессарабії існувати самостійно. Халіппа і Чугуряну були за безумовну унію Бессарабії з Румунським королівством, але Інкулеця попросив відстрочку у 24 годин, після чого запропонував "унію з певною автономією". В цей час, Марґіломан зустрівся з міністрами країн Антанти, які перебували у Яссах. Міністр Королівства Італія барон Карло Фасціотті ухилявся, Сер Джордж Барклай, британський міністр заявив, що Велика Британія не буде заперечувати проти унії, Чарльз Вопіка, американський міністр, також погодився з актом унії, і Граф Сент Олер, міністр у французькій делегації зажадав, щоб об'єднання відбулось якомога швидше.
Марґіломан обговорював проблему унії і з дипломатами Центральних Держав. 12 (25) березня 1918 року, він зазначав: "Розмова з [Ріхардом фон] Кюльманном. Дивлюся питання по Бессарабії; він обіцяє свою руку, але, щоб не створювати труднощі з Україною". (Alexandru Marghiloman, Note politice, vol. III, 1995, p. 114).
22 березня (4 квітня) відбулося засідання уряду, де відбулась дискусія з приводу проблеми Бессарабії. "Довести до вашого відома, написав Марґіломан, що депеша Хорстманна підтверджує свою руку від Кюльманна. Ентузіазм з боку генералів Харєу, Мехединці, Саулеску" (Marghiloman, Note politice, 1995, p. 120). Ріхард фон Кюльманн був у той час Міністром закордонних справ Німецької імперії.

## Об'єднання
26 березня (8 квітня) 1918 року, прем'єр-міністр Марґіломан вирушив до Кишинева, в супроводі генерал Костянтин Харєу, міністра військових справ, і інших високопоставлених осіб, де він був урочисто прийнятий владою. 
До засідання від 27 березня 1918 Сфатул Церія, в комітетах областей у Бєльцях, Сороках і Оргееве були проведені консультації з приводу Унії з Румунським королівством. Таким чином, на 13 (26 березня) 1918 року "Загальні Збори управи в районі Сорока" одноголосно проголосував за приєднання Бессарабії. На користь унії з Королівством Румунія висловився і Загальні Збори від 25 березня Управи повіту Орхей, під головуванням Бейбюк-Мелікова, представника вірменського етносу в Сфатул Церії.
На урочистому засіданні Сфатул Церія від 26 березня був присутній і Марґіломан, який виступив з промовою, в якій підкреслив необхідність об'єднання. У той же час, Александру Марґіломан підкреслив бажання румунського уряду дотримуватися завойованих прав і свобод, а Сфатул Церій буде займатись "вирішення аграрного питання у відповідності з потреб народу.". Після виступу, Марґіломан покинув зал, залишивши Сфатул Церій для обговорення пропозицій уряду Королівства Румунія. 
Від імені Молдовського Блоку, депутат Іон Буздуган прочитав румунською мовою декларацію, яка пропонувала унію, цей документ прочитано російською депутатом Василем Чижевським. 
27 березня, Сфатул Церій проголосував номінальним голосуванням на користь Унії з Королівством Румунія, в декларації Сфатул Церія зазначалось, що: "Молдовська Демократична Республіка (Бессарабія), у своїх кордонах між Прутом, Дністром, Чорним Морем і старими кордонами з Австрією, відірваної від Росії сто і більше років, з тіла старої Молдови, в силу історичного права і права народу, на основі принципу, що народи самі мають вирішувати свою долю, з сьогоднішнього дня і назавжди об'єднується З МАТІР'Ю РУМУНІЄЮ". Декларація закінчувалося словами: "хай живе унія Бессарабії з Румунією навічно і назавжди!". Від імені Сфатул Церія, Декларацію Унії було підписано Йоном Інкулецем, президентом, Пан. Халіппою, віце-президентом і Йоном Буздуганом, секретарем Сфатул Церію. Умови унії, представлені румунською більшістю, зазначені у Декларації Сфатул Церія, полягали у наступному: 
1. Сфатул Церій повинен довести до кінця аграрну реформу, яка повинна була бути прийнята без заперечення румунським урядом;
2. Бессарабія, залишається автономною, має свій власний законодавчий орган, Сфатул Церій, обраний демократичним шляхом;
3. Сфатул Цэрий, буде голосувати за місцевий бюджет, контролювати раду земств і міст та призначити посадових осіб місцевого самоврядування;
4. Набір на работу повинен був здійснюватись на територіальній основі;
5. Місцеві закони і форми управління можуть бути змінені тільки за згодою місцевих представників;
6. Права меншин повинні бути гарантовані законом і поважатись Румунською державою;
7. Двоє представників Бессарабії мають бути частиною центрального уряду Румунії;
8. Бессарабія повинна відправити у Парламенті ряд депутатів пропорційно населенню регіону;
9. Всі вибори повинні бути організовані на базі демократичних, спираючись на голоси прямого, рівного, таємного і загального виборчого права;
10. Нова Конституція повинна гарантувати свободу слова і релігії;
11. Повинна бути проголошена амністія для всіх осіб, які здійснили політичні злочини під час революції.

Ці вимоги/умови означали відмову політичної системи від імперської політики і культурної русифікації, а також рішення поставити населення провінції на новий курс демократичного розвитку.
З 135 присутніх депутатів, 86 проголосували на користь Унії, 3 проголосували проти, 36 утрималися, зокрема, ряд депутатів, німців, болгар та українців, 13 депутатів, будучи відсутніх (список і варіанти у голосуванні). До голосів депутатів від Молдовського Блоку додали свої п'ять членів Селянської Фракції, на чолі з В. Бирке, і представник польської громади, депутат Фелікс Дудкевич. Оголошення результатів супроводжувалося бурхливими оплесками і захопленими вигуками "хай живе Унія з Румунією!". Після голосування та оголошення результатів були запрошені в будинок прем'єр-міністр Александру Марґіломан і його світа, яким було повідомлено, що рішення прийнято. Прем'єр-міністр взяв слово і заявив, що "від імені румунського народу і свого короля, Його Величності Фердинанд I, беруть до уваги рішення Сфатул Церія і оголошують унію Бессарабії, на цей раз назавжди, з Румунією в єдину і неподільну."
30 березня (12 квітня) 1918 року, після повернення прем'єр-міністра Королівства Румунія в Ясси, оголошено Унію Бессарабії з Румунією. Королівський Указ про оголошення Унії Бессарабії з Румунією був датований 9 (22) квітня 1918 року.
Після того, як 2 квітня 1918, Йон Інкулец подав у відставку з керівництва Сфатул Церія, призначений на посаду міністра без портфеля для Бессарабії в уряд Марґіломана, був оголошений головою Сфатул Церія політик Костянтин Г. Стере (2 квітня 1918 року — 25 листопада 1918), а потім Пантелімон Халіппа (25—27 листопада 1918). Друга сесія Сфатул Церія була проведена між 25-27 листопада 1918 року. Після затвердження аграрної реформи в Бессарабії в листопаді 1918 року Сфатул Цэрий проголосував за резолюцію, яка схвалює об'єднання без умов з Румунським королівством, таким чином, відмовившись від умов, отриманих раніше, і висловивши впевненість у демократичному майбутньому нової держави, в якому не було необхідності спеціального захисту для Бессарабії. 27 листопада 1918 року, Сфатул Церій саморозпустився.

### Міжнародне визнання Унії Бессарабії з Королівством Румунія
Ллойд Джордж, голова Вищої ради Паризької мирної конференції (Вища Рада складалась з Жоржа Клемансо, Томаса Вудро Вільсона, Ллойд Джорджа і Вітторіо Емануеле Орландо) повідомив 3 березня 1920 року Александру Вайде-Воєводе, голові Ради Міністрів Королівства Румунія, що в той час як румунський уряд показав свою готовність вирішувати питання в інтересах Румунії і Європи в цілому, уряди Антанти, вважають, що бессарабська справа більше не повинна залишатися не вирішеною. В записці Вищої ради зазначено, що "після врахування загальних прагнень бессарабського населення, молдовського характеру цієї провінції з точки зору географії та етнографії, а також економічні та історичні доводи, з цих причин основні сили Антанти висловлюються на користь унії Бессарабії з Румунією, возз'єднання, яке було формально проголошено представниками Бессарабії..."
Договір про визнання унії Бессарабії з Королівством Румунія було підписано 28 жовтня 1920 року в Парижі Радою послів Великої Британії, Французької республіки, Королівства Італія та Японської імперії, з одного боку, і Королівства Румунія, з іншого боку. Цей договір визнавав суверенітет Королівства Румунія на територію Бессарабії, між Прутом, Дністром, старому кордоні Буковини і Чорного моря. Стаття 9 Договору повідомляла, що договірні сторони будуть запрошувати Росію приєднатися до цього Договору, як тільки уряд Росії буде визнано ними. Отже, подробиці угоди про визнання приєднання Бессарабії мали бути визначені шляхом прямих переговорів між Королівством Румунія і Росією.
Договір був ратифікований основними підписантами: Великою Британією, Французькою республікою і Королівством Румунія. Королівство Італія і Японська імперія не ратифікувала Договір. Росія зберегла стан невизнання акту унії. Непрямі переговори з Росією в той час не дали якогось результату. У 1925 році вперше румунська делегація, яка складалася з Ланґа-Решкану, Драггіцеку, М. Джувара та ін., зустрілася у Відні з радянською делегацією на чолі з Крестинським. З часу першого контакту, більшовики поставили питання про Бессарабію таким чином, що румунська делегація була змушено відмовитися від дискусії, і конференція була розпущена, без будь-яких результатів. (Kirițescu, 1989, оп. cit.).

## Наступні події
Восени 1919 року, були проведені парламентські вибори в Бессарабії. Було обрано 90 депутатів і 35 сенаторів.
20 грудня 1919 року, вони проголосували разом з представниками інших румунських регіонів, за ратифікація Актів Унії, затверджених Сфатул Церієм, Національним Конгресом Трансільванії і Національним Конгресом Буковини. 29 грудня 1919 року розширений Парламент Королівства Румунія проголосував за ратифікацію Великої Унії. Закони були подані буковинцем Іоном Янку Ністором, бессарабцем Йоном Інкулецем і трансильванцем Стефаном Цикіо Попом, міністрами у кабінет міністрів Королівства Румунія.
Протягом 22 років, Унія Королівства Румунії з Бессарабією після Громадянській війні в Росії, вберігала населення від трагедії колективізації, Голодомору, «червоного терору» розв'язаного ЧК-ГПУ-НКВС і депортацій до ГУЛАГу. Це була саме мета Сфатул Церію, в тому числі делегатів від росіян або українців, які проголосували за Унію. В цей час Бессарабія отримала, за даними «Міжнародного бюро у справах біженців Ліги Нації» заснованого Фрітьйофом Нансеном, десятки тисяч біженців з Російської СФРР та Української СРР, більшість простих цивільних осіб (серед яких ремісники або дрібні єврейські торговці, православні віруючі, прості українські селяни), які ризикували життям, переходячи Дністер вплав або льодом під кулями радянських прикордонників (інколи й румунських). Ці біженці вважались «реакціонерами» або «контрреволюціонерами», всіх їх, що перебували в Бессарабії влітку 1940 року, коли Червона Армія зайняла країну, було депортовано радянською владою до Сибіру.
Меншість жителів Бессарабії, особливо серед найбідніших і серед єврейського радикального крила (єврейська соціалістична партія «Бунд» , або "Загальний єврейський робітничий союз"), була симпатиками більшовицького режиму і, отже, ворожими до Унії. На них покладався Радянський Союз у політичній боротьбі проти Королівства Румунія. З усіх територій, втрачених Російською республікою, Бессарабія була єдиною, яку СРСР не визнавав поступкою і це не підтверджувалось жодним договором, підписаним урядом більшовиків. Таким чином, він реагував проти Унії, з одного боку, спонукав у Бессарабії до Татарбунарського повстання, з другого боку, створював в Українській СРР, на лівому березі Дністра, Молдавську Автономну Радянську Соціалістичну Республіку, в якій розвивався «Молдовенизм». В процесі над татарбунарськими повстанцями, на захист підсудних прибуло багато інтелектуалів-комуністів з Західної Європи, наприклад, як Анрі Барбюс, які внесли свій вклад у підтримку Радянського Союзу, щоб популяризувати за кордоном імідж репресивних румунів, які причетні до "окупації території, яка глибоко бажає бути радянською».

## Філателія

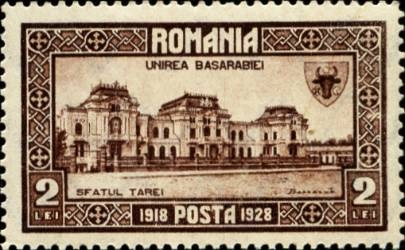
Поштова марка, видана у Королівстві Румунія в 1928 році, на честь 10-річчя Унії Бессарабії з Румунією

Румунська поштова служба ввела в обіг у 1928 році, з нагоди десятиліття унії Бессарабії з Королівством Румунія, ювілейну поштову марку, номіналом у 2 румунських лея. Поштова марка являє собою у центрі зображення будівлі в Кишиневі, де Сфатул Церій проголосував за Унію, а також молдовський герб, на якому зображена голова бика.

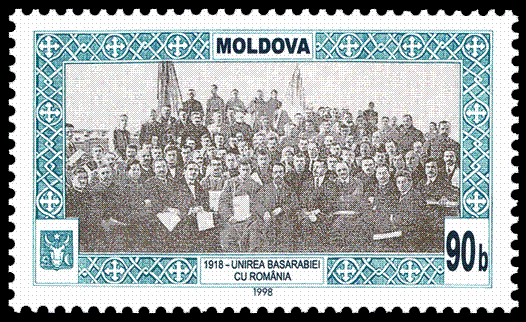
Поштова марка, видана поштовою службою Республіки Молдова у 1998 році, присвячена 80-річчю Унії Бессарабії з Королівством Румунія

Poșta Moldovei видала у 1998 році, поштову марку, номінальною вартістю у 90 молдовських банів, з нагоди 80-річчя підписання Унії Бессарабії з Королівством Румунія. Поштова марка відтворює в центрі фотографію депутатів Сфатул Церію, якій проголосував за Унію.

## Нумізматика
Національний банк Румунії видав розпорядження від 26 березня 2018 року, про нумізматичний випуск, присвячений 100-річчю унії Бессарабії з Румунією. Нумізматичний випуск складає 200 комплектів з трьох золотих, срібних і томпакових монет, а також 5 тисяч латунних монет для колекціонування. Весь випуск виготовлено у якості пруф.

## Галерея

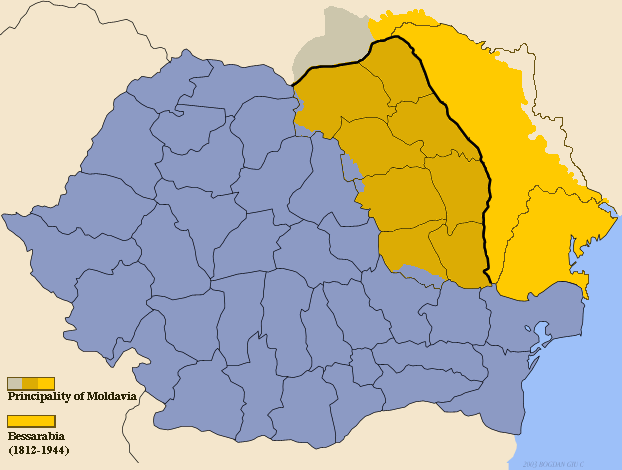
Територія Молдовського князівства, враховуючи Бессарабію (світло-жовта)
Прапор Сфатул Церію
Анімація зі змінами румунських кордонів між 1859-2010 рр.
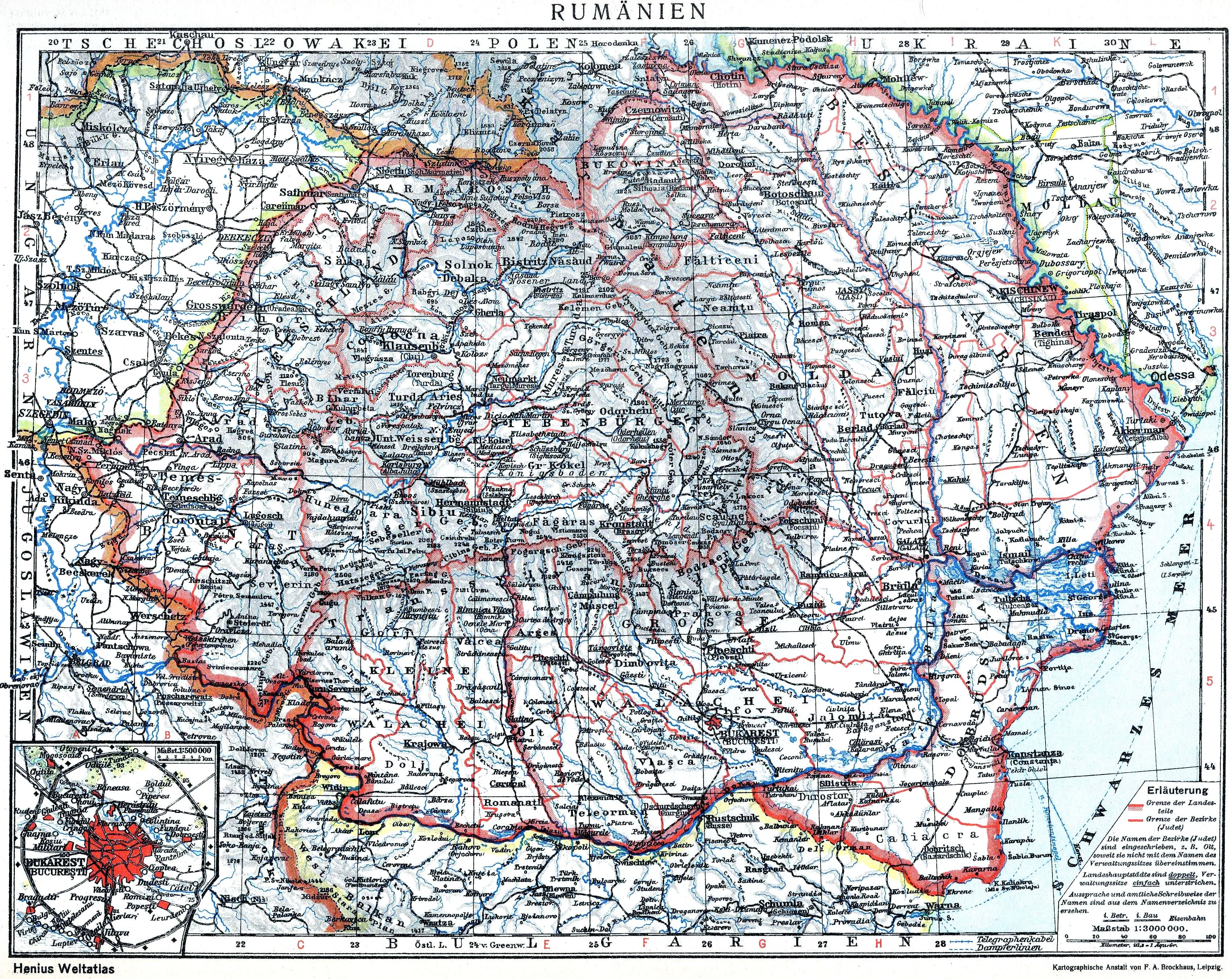
Румунське королівство, 1920-1940 рр. На карті представлені округи перед адміністративною реформою 1926 р.
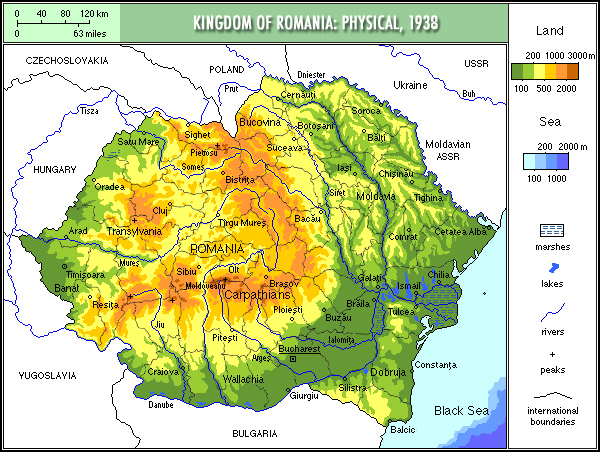
Румунське королівство в 1939 році
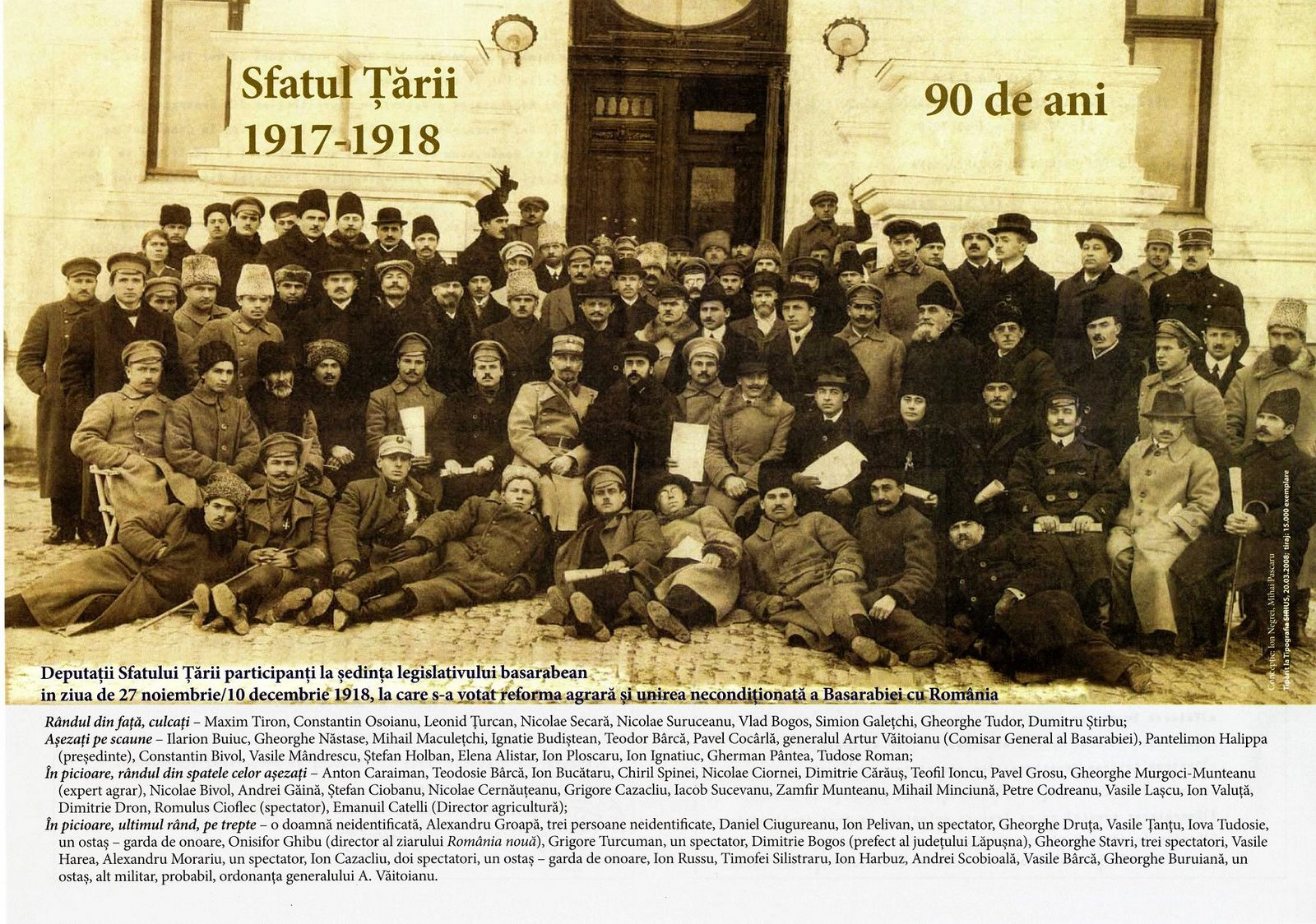
Депутати Сфатул Церію, які проголосували за Унію Бессарабії з Королівством Румунія

## Додаткові дані
- Unirea ne-a scăpat de multe tragedii, 27 martie 2013, Mihai Tasca, Adevărul

## Зовнішні посилання
- Unirea Basarabiei cu România, 3 Aprilie 2008, Nicolae Drăgușin, România liberă
- Zorii Unirii se ivesc la Chișinău, 9 iulie 2007, Dan Falcan, Descoperă
- Ion Bulei: Acum 90 de ani... (IX). Vot in Sfatul Tarii de la Chisinau, 3 decembrie 2008, Ion Bulei, Ziarul de Duminică
- RECONSTITUIRE 95 de ani de la Unirea Basarabiei cu România, 27 martie 2013, Mihai Tasca, Adevărul
- Dezmembrarea Romaniei Mari si esecul refacerii unirii dupa '90 - Documentar, 5 iunie 2011, Laurentiu Dologa, Ziare.com